# Sebastián Pol
Marcos Sebastián Pol Gutiérrez (* 15. März 1988 in Tunuyán) ist ein argentinischer Fußballspieler auf der Position des Stürmers.

## Karriere
Sebastián Pol ging als Jugendlicher nach Buenos Aires, um in der Jugend von San Lorenzo de Almagro zu spielen. Dort blieb er nur zwei Jahre und ging nach Mexiko zum CF Pachuca, wo er allerdings zu keinem Debüt in der Profimannschaft kam. Der mexikanische Klub verlieh den Argentinier zu CS Cartaginés nach Costa Rica, wo ihm in 18 Ligapartien sieben Tore gelangen. Beim FC Turin bekam er keine Spielerlaubnis, ging dann nach Rumänien zu CS Mioveni. Sebastián Pol kehrte 2008 nach Südamerika zurück und spielte in unterklassigen argentinischen Ligen bis er 2011 nach Bolivien wechselte und sich im Profifußball durchsetzte. Nach seiner Zeit bei CD Guabirá und Club Real Potosí ging er in die chilenische Primera División zum CD Cobreloa. Er spielte danach für weitere chilenische Vereine und machte sich im Land als Torjäger einen Namen. 2017 spielte er kurzzeitig in der argentinischen dritten Liga bei Huracán Las Heras, wechselte aber 2018 schon wieder nach Chile zu Deportes La Serena zurück. 2019 nahm er die chilenische Staatsangehörigkeit mit Hoffnung auf Länderspiele an, wurde aber nicht für die Nationalmannschaft nominiert. Dennoch blieb er im chilenischen Fußball und kehrte 2024 nur in seine Heimat zum AC San Martín zurück. Im Juli 2024 wechselte er nach Chile zurück und schloss sich Deportes Rengo aus der Segunda División an.